# Regeringen Zoran Milanović
Regeringen Zoran Milanović var en kroatisk vänster–center-regering som tillträdde den 23 december 2011 efter att den dåvarande Kuckeliku-koalitionen vunnit i  parlamentsvalet den 4 december 2011. Regeringen Zoran Milanović ersatte då höger–center-regeringen Jadranka Kosor. I det nästkommande parlamentsvalet år 2015 vann höger–center-alliansen Patriotiska koalitionen och den 22 januari 2016 överlämnade Milanović regeringsmakten till Tihomir Oreškovićs regering.  

## Regeringens sammansättning
Vid regeringens tillkomst den 23 december 2011 bestod den av 22 statsråd inklusive premiärministern. Av dessa kom tretton statsråd från Kroatiens socialdemokratiska parti, fyra från Kroatiska folkpartiet – liberaldemokraterna och en från Istriska demokratiska församlingen. Två statsråd var partilösa. Under valet ingick även  Kroatiska pensionärspartiet i koalitionen men lämnades dock utan representation vid regeringsbildandet.
Av regeringens 22 statsråd var fyra kvinnor och arton män. Då Milanović vid en ålder av 45 år tillträdde ämbetet som premiärminister blev han landets yngste premiärminister sedan självständigheten år 1991. Med en medelålder på 48 år var även hans kabinett det yngsta i Kroatiens historia. Under mandatperioden byttes nio statsråd ut av olika anledningar vilket ditintills var ett rekord för en kroatisk regering. 

## Statsråd
* Statsminister eller departementschef
| Titel                                                        | Namn                     | Namn                            | Tillträdde               | Avgick                   | Parti                    | Ref                      |                          |                          |                          |
| Premiärministerns kansli                                     | Premiärministerns kansli | Premiärministerns kansli        | Premiärministerns kansli | Premiärministerns kansli | Premiärministerns kansli | Premiärministerns kansli | Premiärministerns kansli | Premiärministerns kansli | Premiärministerns kansli |
| ------------------------------------------------------------ | ------------------------ | ------------------------------- | ------------------------ | ------------------------ | ------------------------ | ------------------------ | ------------------------ | ------------------------ | ------------------------ |
| Premiärminister                                              |                          | Zoran Milanović*                | 23 december 2011         | 22 januari 2016          | SDP                      |                          |                          |                          |                          |
| Ställföreträdande premiärminstrar                            |                          |                                 |                          |                          |                          |                          |                          |                          |                          |
| Utrikesminister och första ställföreträdande premiärminister |                          | Vesna Pusić*                    | 23 december 2011         | 22 januari 2016          | HNS                      |                          |                          |                          |                          |
| Socialpolitik- och ungdomsminister                           |                          | Milanka Opačić*                 | 23 december 2011         | 22 januari 2016          | SDP                      |                          |                          |                          |                          |
| Regionalutvecklings- och EU-fondsminister                    |                          | Branko Grčić*                   | 23 december 2011         | 22 januari 2016          | SDP                      |                          |                          |                          |                          |
| Inrikesminister                                              |                          | Ranko Ostojić*                  | 23 december 2011         | 22 januari 2016          | SDP                      |                          |                          |                          |                          |
| Mininistrar                                                  |                          |                                 |                          |                          |                          |                          |                          |                          |                          |
| Finansminister                                               |                          | Slavko Linić*                   | 23 december 2011         | 6 maj 2014               | SDP                      |                          |                          |                          |                          |
| Finansminister                                               |                          | Boris Lalovac*                  | 14 maj 2014              | 22 januari 2016          | SDP                      |                          |                          |                          |                          |
| Försvarsminister                                             |                          | Ante Kotromanović*              | 23 december 2011         | 22 januari 2016          | SDP                      |                          |                          |                          |                          |
| Hälsominister                                                |                          | Rajko Ostojić*                  | 23 december 2011         | 11 juni 2014             | SDP                      |                          |                          |                          |                          |
| Hälsominister                                                |                          | Siniša Varga                    | 11 juni 2014             | 22 januari 2016          | SDP                      |                          |                          |                          |                          |
| Justitieminister                                             |                          | Orsat Miljenić*                 | 23 december 2011         | 22 januari 2016          | Partilös                 |                          |                          |                          |                          |
| Förvaltningsminister                                         |                          | Arsen Bauk*                     | 23 december 2011         | Nästa regering           | SDP                      |                          |                          |                          |                          |
| Ekonomiminister                                              |                          | Radimir Čačić*                  | 23 december 2011         | 14 november 2012         | HNS                      |                          |                          |                          |                          |
| Ekonomiminister                                              |                          | Ivan Vrdoljak*                  | 16 november 2012         | 22 januari 2016          | HNS                      |                          |                          |                          |                          |
| Entreprenör- och hantverksminister                           |                          | Gordan Maras*                   | 23 december 2011         | 22 januari 2016          | SDP                      |                          |                          |                          |                          |
| Arbets- och pensionsminister                                 |                          | Mirando Mrsić*                  | 23 december 2011         | 22 januari 2016          | SDP                      |                          |                          |                          |                          |
| Sjöfart-, transport- och infrastrukturminister               |                          | Zlatko Komadina*                | 23 december 2011         | 4 april 2012             | SDP                      |                          |                          |                          |                          |
| Sjöfart-, transport- och infrastrukturminister               |                          | Zdenko Antešić (tillförordnad)* | 4 april 2012             | 18 april 2016            | SDP                      |                          |                          |                          |                          |
| Sjöfart-, transport- och infrastrukturminister               |                          | Siniša Hajdaš Dončić*           | 18 april 2012            | 22 januari 2016          | SDP                      |                          |                          |                          |                          |
| Forskning-, utbildning- och sportminister                    |                          | Željko Jovanović*               | 23 december 2011         | 11 juni 2014             | SDP                      |                          |                          |                          |                          |
| Forskning-, utbildning- och sportminister                    |                          | Vedran Mornar*                  | 11 juni 2014             | 22 januari 2016          | Partilös                 |                          |                          |                          |                          |
| Jordbruksminister                                            |                          | Tihomir Jakovina*               | 23 december 2011         | 22 januari 2016          | SDP                      |                          |                          |                          |                          |
| Turistminister                                               |                          | Veljko Ostojić*                 | 23 december 2011         | 9 mars 2013              | IDS                      |                          |                          |                          |                          |
| Turistminister                                               |                          | Zdenko Antešić (tillförordnad)* | 9 mars 2013              | 19 mars 2013             | SDP                      |                          |                          |                          |                          |
| Turistminister                                               |                          | Darko Lorencin*                 | 19 mars 2013             | 22 januari 2016          | IDS                      |                          |                          |                          |                          |
| Miljö- och naturskyddsminister                               |                          | Mirela Holy*                    | 23 december 2011         | 7 juni 2012              | SDP                      |                          |                          |                          |                          |
| Miljö- och naturskyddsminister                               |                          | Hrvoje Dokaza (tillförordnad)*  | 7 juni 2012              | 13 juni 2012             | SDP                      |                          |                          |                          |                          |
| Miljö- och naturskyddsminister                               |                          | Mihael Zmajlović*               | 13 juni 2014             | 22 januari 2016          | SDP                      |                          |                          |                          |                          |
| Bygg- och stadsplaneringsminister                            |                          | Ivan Vrdoljak*                  | 23 december 2011         | 16 november 2012         | HNS                      |                          |                          |                          |                          |
| Bygg- och stadsplaneringsminister                            |                          | Anka Mrak Taritaš*              | 16 november 2012         | 22 januari 2016          | HNS                      |                          |                          |                          |                          |
| Krigsveteranminister                                         |                          | Predrag Matić*                  | 23 december 2011         | 22 januari 2016          | SDP                      |                          |                          |                          |                          |
| Kulturminister                                               |                          | Andrea Zlatar-Violić*           | 23 december 2011         | 25 mars 2015             | HNS                      |                          |                          |                          |                          |
| Kulturminister                                               |                          | Berislav Šipuš*                 | 25 mars 2015             | 22 januari 2016          | HNS                      |                          |                          |                          |                          |